# Dolce & Gabbana
Dolce & Gabbana [ˈdoltʃe e ɡabˈbaːna] é uma marca italiana, criada pelos estilistas Domenico Dolce e Stefano Gabbana, em Milão, na Itália. Não deve ser confundida com a marca D&G, de propriedade da própria dupla, e que em setembro de 2011 foi extinta.
Sua primeira loja foi aberta nos Estados Unidos em 1985 na cidade de Houston. Hoje as lojas estão espalhadas ao redor dos principais centros da moda do mundo, como Nova Iorque, Londres, Milão, Paris.[carece de fontes?]
Em 2013 a dupla foi acusada de sonegação fiscal na Itália. Foram condenados a pagar 500 mil euros como a primeira parcela de uma multa que pode chegar a 10 milhões de euros.
Em abril de 2014, os estilistas da marca Dolce&Gabbana foram condenados a 18 meses de prisão por fraude fiscal. O crime remonta a 2010 e os criadores teriam lucrado cerca de 200 milhões de euros.

## Marcas

### Dolce&Gabbana
Dolce&Gabbana (escrita sem espaços, ao contrário do nome da empresa) é especializada em artigos de luxo.[carece de fontes?]

## Lojas
A marca possuí mais de 100 lojas próprias e 11 outlets espalhadas por todo o mundo estando presente em cidade como Paris, Nova Iorque, Roma, Lisboa, São Paulo, Milão, Madrid, Montreal, Toronto, Las Vegas, Londres, Los Angeles, Rio de Janeiro, Tóquio, Recife.[carece de fontes?]

### Dolce & Gabbana no Brasil
A grife italiana chegou ao Brasil em 2004 com a inauguração da D&G no Shopping Iguatemi. Em 2011 a loja do Shopping Iguatemi foi fechada com o fim da D&G. [carece de fontes?]
Em 2005, a Dolce & Gabbana inaugurou sua primeira loja no Brasil e a segunda D&G, na Villa Daslu, mas as duas lojas foram fechadas em 2010 com o fim da shop-in-shop na Daslu.[carece de fontes?] Em 2013, foi inaugurada em São Paulo uma loja da Dolce & Gabbana no shopping JK IGuatemi.
Em 2019 foi inaugurada mais uma loja na cidade de Goiânia , precisamente no Shopping Flamboyant, a qual se encontra ativa até os dias de hoje.[carece de fontes?]

### Dolce & Gabbana na América Latina
- Brasil[5]
  - São Paulo
  - Rio de Janeiro
  - Brasília
  - Recife
  - Curitiba
  - Goiânia

- Chile[5]
  - Santiago

- Colômbia[5]
  - Bogotá

- México[5]
  - Cidade do México
  - Guadalajara
  - Cancún
  - Veracruz

- Panamá[5]
  - Cidade do Panamá